# Dumnacus
Dumnacus (auch Domnacus) war zur Zeit des Gallischen Krieges des römischen Feldherrn Gaius Iulius Caesar der Häuptling des gallischen Stammes der Andecaver.
Dumnacus wird für das Jahr 51 v. Chr. erwähnt, als er mit seinen Streitkräften den romtreuen Anführer der Piktonen, Duratius, in der Stadt Lemonum (heute Poitiers) belagerte. Obwohl Caesars Legat Gaius Caninius Rebilus zur Unterstützung des Duratius heranrückte und einen Angriff auf sein Lager abwehren konnte, gab Dumnacus zunächst die Belagerung von Lemonum nicht auf. Als Dumnacus aber hörte, dass ein zweiter Legat Caesars, Gaius Fabius, mit Verstärkungen im Anmarsch begriffen war, zog er von der von ihm eingeschlossenen Stadt ab und ging über die Loire zurück. Gaius Fabius setzte ihm aber nach und besiegte ihn. Dann konnte Fabius auch den Versuch des Dumnacus, eine weitere Rebellion anzuzetteln, zunichtemachen, woraufhin der Andecaven-Führer in entlegenere Landstriche Galliens fliehen musste.
Dumnacus’ weitere Schicksale sind nicht überliefert.